# Ultimate Adventures
Ultimate Adventures est une mini-série en 6 épisodes publiée entre novembre 2002 et mars 2004 dans la ligne Ultimate Marvel de Marvel Comics. 
Les personnages principaux de l'histoire sont des pastiches de Batman et Robin.
C'est le premier titre de la ligne Ultimate à introduire des personnages qui ne soient pas une version nouvelle de héros préexistants de l'univers Marvel.

## Équipe artistique
- Scénario : Ron Zimmerman
- Dessin : Duncan Fegredo et Morgan Krantz
- Encrage : Walden Wong (#4-6)

## Synopsis
Un jeune adolescent, Hank Kipplin, vivant depuis sa naissance dans un orphelinat a définitivement perdu tout espoir d'être adopté. Mais un jour, un homme aussi riche que mystérieux l'emmène avec lui. C'est le super-héros Hawk-Owl.

## À noter
- Le titre a été publié lors de "U Decide", compétition qui opposait Joe Quesada, Bill Jemas et Peter David. Chacun d'eux devait lancer un titre : Jemas scénarisa Marville, Peter David relança Captain Marvel et Joe Quesada soutint Ultimate Adventures. Les ventes sur 6 épisodes devaient décider du meilleur, dont la série perdurerait. Captain Marvel remporta la compétition tandis que Ultimate Adventures fut handicapé par les retards du dessinateur.
- Les Ultimates  apparaissent dans l'épisode 4.

## Parution
La mini-série a été traduite en France par Panini dans Ultimate Hors-Série 3 : Soldat de plomb